# Campionati mondiali di nuoto in vasca corta 2018 - 1500 metri stile libero maschili
I 1500 m stile libero sono tenuti il 15 (semifinali) ed il 16 dicembre (finale) 2018.

## Risultati

### Batterie
Le 3 batterie sono cominciate il 15 dicembre alle 12:11.
| Pos | Batt | Corsia | Nome                        | Nazione       | Tempo    | Note |
| --- | ---- | ------ | --------------------------- | ------------- | -------- | ---- |
| 1   | 3    | 4      | Mychajlo Romančuk           | Ucraina       | 14:21.50 | Q    |
| 2   | 3    | 6      | Damien Joly                 | Francia       | 14:28.25 | Q    |
| 3   | 2    | 4      | Henrik Christiansen         | Norvegia      | 14:28.90 | Q    |
| 4   | 3    | 5      | Gregorio Paltrinieri        | Italia        | 14:28.97 | Q    |
| 5   | 2    | 1      | Zane Grothe                 | Stati Uniti   | 14:29.03 | Q    |
| 6   | 2    | 6      | David Aubry                 | Francia       | 14:30.72 | Q    |
| 7   | 2    | 0      | Ákos Kalmár                 | Ungheria      | 14:31.94 | Q    |
| 8   | 2    | 5      | Jan Micka                   | Rep. Ceca     | 14:33.15 | Q    |
| 9   | 2    | 3      | Yaroslav Potapov            | Russia        | 14:33.82 |      |
| 10  | 3    | 1      | Domenico Acerenza           | Italia        | 14:33.89 |      |
| 11  | 3    | 7      | Serhiy Frolov               | Ucraina       | 14:38.42 |      |
| 12  | 1    | 5      | Marcelo Acosta              | El Salvador   | 14:45.78 |      |
| 13  | 3    | 3      | Wojciech Wojdak             | Polonia       | 14:47.17 |      |
| 14  | 3    | 2      | Ji Xinjie                   | Cina          | 14:51.47 |      |
| 15  | 3    | 8      | Marwan Elkamash             | Egitto        | 15:00.64 |      |
| 16  | 3    | 9      | Aryan Makhija               | India         | 15:01.44 |      |
| 17  | 1    | 3      | Ahmed Ayoub Hafnaoui        | Tunisia       | 15:02.25 |      |
| 18  | 3    | 0      | Huang Guo-ting              | Taipei cinese | 15:05.16 |      |
| 19  | 1    | 4      | Quinton Hurley              | Nuova Zelanda | 15:14.65 |      |
| 20  | 2    | 9      | Óli Mortensen               | Fær Øer       | 15:17.47 |      |
| 21  | 2    | 8      | Cheuk Ming Ho               | Hong Kong     | 15:20.46 |      |
| 22  | 1    | 2      | Pit Brandenburger           | Lussemburgo   | 15:25.72 |      |
| 23  | 2    | 7      | Qiu Ziao                    | Cina          | 15:26.35 |      |
| 24  | 1    | 6      | Amir Abbas Amrollahi Biuoki | Iran          | 16:29.26 |      |
|     | 2    | 2      | Gergely Gyurta              | Ungheria      | DNS      |      |

### Finale
La finale si è tenuta il 16 dicembre alle 18:07.
| Pos | Corsia | Nome                 | Nazione     | Tempo    | Note                                     |
| --- | ------ | -------------------- | ----------- | -------- | ---------------------------------------- |
| 1   | 4      | Mychajlo Romančuk    | Ucraina     | 14:09.14 | Record dei campionati · Record nazionale |
| 2   | 6      | Gregorio Paltrinieri | Italia      | 14:09.87 |                                          |
| 3   | 3      | Henrik Christiansen  | Norvegia    | 14:19.39 | Record nazionale                         |
| 4   | 7      | David Aubry          | Francia     | 14:23.44 | Record nazionale                         |
| 5   | 5      | Damien Joly          | Francia     | 14:24.00 |                                          |
| 6   | 8      | Jan Micka            | Rep. Ceca   | 14:27.73 |                                          |
| 7   | 1      | Ákos Kalmár          | Ungheria    | 14:35.94 |                                          |
| 8   | 2      | Zane Grothe          | Stati Uniti | 14:51.22 |                                          |